# بام كاسال
بام كاسال (بالإنجليزية: Pam Casale)‏ مواليد 20 ديسمبر 1963 في نيو جيرسي، الولايات المتحدة، هي لاعبة كرة مضرب أمريكية سابقة بدأت مسيرتها كمحترفة سنة 1980 وكانت تلعب باليد اليمنى، اعتزلت اللعب في 1991. أعلى تصنيف لها في الفردي كان المركز الـ 14 في سنة 1984. أعلى تصنيف لها في الزوجي كان المركز الـ 45 في سنة 1987.

## روابط خارجية
- بام كاسال على موقع رابطة محترفات التنس (الإنجليزية)
- بام كاسال على موقع الاتحاد الدولي لكرة المضرب (الإنجليزية)